# Campionati del mondo di atletica leggera 2022 - 800 metri piani maschili
La specialità degli 800 metri piani maschili dei campionati del mondo di atletica leggera 2022 si è svolta tra il 20 e il 23 luglio all'Hayward Field di Eugene, negli Stati Uniti d'America.

## Podio
| Pos.    | Atleta         | Nazionalità | Tempo   |
| ------- | -------------- | ----------- | ------- |
| Oro     | Emmanuel Korir | Kenya       | 1'43"71 |
| Argento | Djamel Sedjati | Algeria     | 1'44"14 |
| Bronzo  | Marco Arop     | Canada      | 1'44"28 |

## Situazione pre-gara

### Record
Prima di questa competizione, il record del mondo (RM) e il record dei campionati (RC) erano i seguenti.
| Record                | Prestazione | Atleta                      | Data                              | Competizione   |
| --------------------- | ----------- | --------------------------- | --------------------------------- | -------------- |
| Record mondiale       | 1'40"91     | David Rudisha Kenya         | 9 agosto 2012 Londra, Regno Unito | Olimpiadi 2012 |
| Record dei campionati | 1'42"34     | Donavan Brazier Stati Uniti | 1 ottobre 2019 Doha, Qatar        | Mondiali 2019  |

### Campioni in carica
I campioni in carica a livello mondiale e olimpico erano:
| Campione | Atleta                      | Prestazione | Data                          | Competizione         |
| -------- | --------------------------- | ----------- | ----------------------------- | -------------------- |
| Olimpico | Emmanuel Korir Kenya        | 1'45"06     | 4 agosto 2021 Tokyo, Giappone | Giochi olimpici 2021 |
| Mondiale | Donavan Brazier Stati Uniti | 1'42"34     | 1 ottobre 2019 Doha, Qatar    | Mondiali 2019        |

### La stagione
Prima di questa gara, gli atleti con le migliori tre prestazioni dell'anno erano:
| Pos. | Atleta                  | Prestazione | Data                            |
| ---- | ----------------------- | ----------- | ------------------------------- |
| 1    | Max Burgin Regno Unito  | 1'43"52     | 14 giugno 2022 Turku, Finlandia |
| 2    | Wycliffe Kinyamal Kenya | 1'43"54     | 25 giugno 2022 Nairobi, Kenya   |
| 3    | Marco Arop Canada       | 1'43"61     | 3 luglio 2022 Edmonton, Canada  |

## Risultati

### Batterie
I primi 3 di ogni batteria (Q) e i 6 tempi migliori tra gli esclusi (q) si qualificano alle semifinali.
| Pos. | Batteria | Atleta                    | Nazionalità          | Tempo   | Note                                     |
| ---- | -------- | ------------------------- | -------------------- | ------- | ---------------------------------------- |
| 1    | 5        | Marco Arop                | Canada               | 1'44"56 | Q                                        |
| 2    | 5        | Jesús Tonatiú López       | Messico              | 1'44"67 | Q                                        |
| 3    | 5        | Mark English              | Irlanda              | 1'44"76 | Q                                        |
| 4    | 5        | Catalin Tecuceanu         | Italia               | 1'44"83 | q                                        |
| 5    | 6        | Slimane Moula             | Algeria              | 1'44"90 | Q                                        |
| 6    | 6        | Wycliffe Kinyamal         | Kenya                | 1'45"08 | Q                                        |
| 7    | 6        | Abdelati El Guesse        | Marocco              | 1'45"25 | Q                                        |
| 8    | 5        | Noah Kibet                | Kenya                | 1'45"41 | q                                        |
| 9    | 2        | Peter Bol                 | Australia            | 1'45"50 | Q                                        |
| 10   | 6        | Daniel Rowden             | Regno Unito          | 1'45"53 | q                                        |
| 11   | 2        | Kyle Langford             | Regno Unito          | 1'45"68 | Q                                        |
| 12   | 2        | Mariano García            | Spagna               | 1'45"74 | Q                                        |
| 13   | 5        | Andreas Kramer            | Svezia               | 1'45"77 | q                                        |
| 14   | 6        | Tolesa Bodena             | Etiopia              | 1'45"81 | q                                        |
| 15   | 2        | Benjamin Robert           | Francia              | 1'45"94 | q                                        |
| 16   | 5        | Yassine Hethat            | Algeria              | 1'46"05 |                                          |
| 17   | 3        | Moad Zahafi               | Marocco              | 1'46"15 | Q                                        |
| 18   | 2        | Abedin Mujezinović        | Bosnia ed Erzegovina | 1'46"26 | Miglior prestazione personale stagionale |
| 19   | 3        | Gabriel Tual              | Francia              | 1'46"34 | Q                                        |
| 20   | 4        | Djamel Sedjati            | Algeria              | 1'46"39 | Q                                        |
| 21   | 3        | Emmanuel Wanyonyi         | Kenya                | 1'46"45 | Q                                        |
| 22   | 4        | Tony van Diepen           | Paesi Bassi          | 1'46"59 | Q                                        |
| 23   | 4        | Abdessalem Ayouni         | Tunisia              | 1'46"59 | Q                                        |
| 24   | 3        | Eliott Crestan            | Belgio               | 1'46"61 |                                          |
| 25   | 4        | Adrián Ben                | Spagna               | 1'46"71 |                                          |
| 26   | 2        | Donavan Brazier           | Stati Uniti          | 1'46"72 |                                          |
| 27   | 6        | Patryk Dobek              | Polonia              | 1'46"80 |                                          |
| 28   | 3        | Bryce Hoppel              | Stati Uniti          | 1'46"98 |                                          |
| 29   | 4        | Brandon Miller            | Stati Uniti          | 1'47"29 |                                          |
| 30   | 3        | Mateusz Borkowski         | Polonia              | 1'47"61 |                                          |
| 31   | 4        | Tshepo Tshite             | Sudafrica            | 1'47"61 |                                          |
| 32   | 4        | Brad Mathas               | Nuova Zelanda        | 1'47"70 |                                          |
| 33   | 3        | Navasky Anderson          | Giamaica             | 1'48"37 |                                          |
| 34   | 2        | Patryk Sieradzki          | Polonia              | 1'48"78 |                                          |
| 35   | 1        | Emmanuel Korir            | Kenya                | 1'49"05 | Q                                        |
| 36   | 1        | Elhassane Moujahid        | Marocco              | 1'49"27 | Q                                        |
| 37   | 1        | Álvaro de Arriba          | Spagna               | 1'49"30 | Q                                        |
| 38   | 1        | Ermias Girma              | Etiopia              | 1'49"36 |                                          |
| 39   | 6        | Žan Rudolf                | Slovenia             | 1'49"87 |                                          |
| 40   | 1        | Marc Reuther              | Germania             | 1'50"75 |                                          |
| 41   | 3        | Brandon McBride           | Canada               | 1'57"43 |                                          |
| 42   | 1        | Manuel Belo Amaral Ataide | Timor Est            | 1'58"91 | Miglior prestazione personale stagionale |
|      | 5        | Jonah Koech               | Stati Uniti          | dq      |                                          |
|      | 2        | Alex Amankwah             | Ghana                | dq      |                                          |

### Semifinali
I primi 2 di ogni semifinale (Q) e i 2 tempi migliori tra gli esclusi (q) si qualificano alla finale.
| Pos. | Batteria | Atleta              | Nazionalità | Tempo   | Note |
| ---- | -------- | ------------------- | ----------- | ------- | ---- |
| 1    | 3        | Slimane Moula       | Algeria     | 1'44.89 | Q    |
| 2    | 3        | Marco Arop          | Canada      | 1'45.12 | Q    |
| 3    | 1        | Emmanuel Korir      | Kenya       | 1'45.38 | Q    |
| 4    | 3        | Emmanuel Wanyonyi   | Kenya       | 1'45.42 | q    |
| 5    | 2        | Djamel Sedjati      | Algeria     | 1'45.44 | Q    |
| 6    | 1        | Wycliffe Kinyamal   | Kenya       | 1'45.49 | Q    |
| 7    | 2        | Gabriel Tual        | Francia     | 1'45.53 | Q    |
| 8    | 1        | Peter Bol           | Australia   | 1'45.58 | q    |
| 9    | 3        | Benjamin Robert     | Francia     | 1'45.67 |      |
| 10   | 3        | Mark English        | Irlanda     | 1'45.78 |      |
| 11   | 1        | Kyle Langford       | Regno Unito | 1'45.91 |      |
| 12   | 3        | Abdessalem Ayouni   | Tunisia     | 1'46.08 |      |
| 13   | 1        | Jesús Tonatiú López | Messico     | 1'46.17 |      |
| 14   | 2        | Daniel Rowden       | Regno Unito | 1'46.27 |      |
| 15   | 3        | Álvaro de Arriba    | Spagna      | 1'46.30 |      |
| 16   | 2        | Catalin Tecuceanu   | Italia      | 1'46.31 |      |
| 17   | 2        | Moad Zahafi         | Marocco     | 1'46.35 |      |
| 18   | 3        | Abdelati El Guesse  | Marocco     | 1'46.46 |      |
| 19   | 2        | Mariano García      | Spagna      | 1'46"70 |      |
| 20   | 1        | Tony van Diepen     | Paesi Bassi | 1'46"70 |      |
| 21   | 2        | Andreas Kramer      | Svezia      | 1'46"71 |      |
| 22   | 2        | Noah Kibet          | Kenya       | 1'47"15 |      |
| 23   | 1        | Elhassane Moujahid  | Marocco     | 1'47"18 |      |
| 24   | 1        | Tolesa Bodena       | Etiopia     | 1'50"55 |      |

### Finale
| Pos.    | Atleta            | Nazionalità | Tempo   | Note                                     |
| ------- | ----------------- | ----------- | ------- | ---------------------------------------- |
| Oro     | Emmanuel Korir    | Kenya       | 1'43"71 | Miglior prestazione personale stagionale |
| Argento | Djamel Sedjati    | Algeria     | 1'44"14 |                                          |
| Bronzo  | Marco Arop        | Canada      | 1'44"28 |                                          |
| 4       | Emmanuel Wanyonyi | Kenya       | 1'44"54 |                                          |
| 5       | Slimane Moula     | Algeria     | 1'44"85 |                                          |
| 6       | Gabriel Tual      | Francia     | 1'45"49 |                                          |
| 7       | Peter Bol         | Australia   | 1'45"51 |                                          |
| 8       | Wycliffe Kinyamal | Kenya       | 1'47"07 |                                          |